# Michael Cashman
Michael Maurice Cashman (født 17. december 1950) er siden 2009 britisk medlem af Europa-Parlamentet, valgt for Labour Party (indgår i parlamentsgruppen S&D).
Michael Cashman var bestyrelsesformand for Labour (formand for den årlige kongres) i 2011-2012.